# Federico Marchetti
Federico Marchetti (pronunție în italiană [fedeˈriko marˈketti]; n. 7 februarie 1983, Bassano del Grappa, Italia) este un fotbalist italian ce activează în Serie A la echipa Lazio Roma pe postul de portar. A reprezentat echipa națională a Italiei la Campionatul Mondial de Fotbal 2010, cele mai importante apariții fiind atunci când Gianluigi Buffon s-a accidentat, acesta jucând 3 partide.